# Hélium antiprotonique

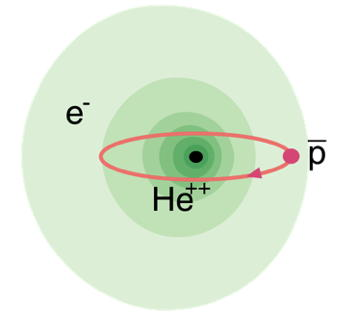
Schéma d'un atome d'hélium antiprotonique.

L'hélium antiprotonique (e−pHe2+ ou plus simplement pHe+) est un atome exotique constitué d'un hélion (3He2+, 4He2+), d'un électron (e−) et d'un antiproton (p),.

## Découverte
L'hélium antiprotonique a été découvert en 1991 au KEK de manière indirecte par l'observation que des antiprotons placés dans de l'hélium liquide— et ensuite dans d'autres phases — avaient une durée de vie anormalement élevée.

## Production
Un atomcule d'hélium est produit lorsqu'un antiproton possède une énergie cinétique inférieure à l'énergie d'ionisation de l'hélium (24,6 eV). Dans ce cas, l'antiproton remplace un électron de l'atome d'hélium. Cette réaction peut se dérouler dans toute phase de l'hélium.

## Propriétés
pHe+ forme un système à trois corps. Ainsi, l'hélium antiprotonique peut être vu comme un atome exotique d'hydrogène avec le système pHe2+ jouant le rôle du proton  ou une molécule diatomique exotique avec p et He2+ jouant le rôle de deux centres atomiques. Par conséquent, pHe+ est un atomcule, il possède à la fois des caractéristiques d'un atome exotique et d'une molécule exotique.
L'hélium antiprotonique peut être utilisé pour produire de l'antihydrogène suivant la réaction :
pHe+ + Ps → H + He + Q.